# Forth Bridge
A Forth Bridge egy konzolos vasúti híd a skóciai Edinburgh közelében a Firth of Forth tengeröböl felett. Teljes hossza 2528 méter, legnagyobb támaszköze 520 méter. 1890. március 4-én nyílt meg a forgalom számára. Sokáig a világ leghosszabb vasúti hídja volt.
Jelenleg naponta 190-200 vonat halad át rajta.

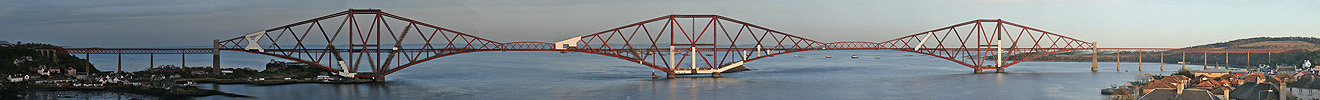
Panorámakép a hídról